# Santa Maria de Malloles
Santa Maria de Malloles, o de les Malloles, era l'església parroquial del poble desaparegut de Malloles, del terme comunal de la ciutat de Perpinyà, a la comarca del Rosselló, de la Catalunya del Nord.
Era a ponent de l'actual barri de Sant Martí, a l'esquerra del Ganganell, al peu del camí de Perpinyà a Tuïr.

## Història
Les excavacions fetes en aquest indret mostren un poblament d'origen romà, d'entre el segle I abans de la nostra era i el segle I després de JC. Després fou abandonat, i reocupat pels visigots el segle ix. Aquesta és la raó per la qual en part de la literatura sobre el jaciment se l'anomena villa gothorum. És en aquest darrer establiment que cal situar l'església de Santa Maria de Malloles, o de les Malloles. Consta que el 1431 aquesta església fou unida a Sant Joan Baptista de Perpinyà.

## Les restes arqueològiques
Ja l'any 1954 el medievalista Marcel Durliat trobà en aquest indret l'absis quadrat de l'església del segle ix, que fou inclòs en una segona església de vers l'any 1000. Aquesta segona església fou aviat destruïda, ja que es van trobar els fonaments de la tercera, construïda en dues fases, una de l'XI i l'altra del XII. Encara, a principis del XIII s'hi afegí el braç meridional del transsepte, amb una absidiola recolzada en l'absis principal.